# Carlton County
Carlton County är ett administrativt område i delstaten Minnesota i USA. År 2010 hade county  35 386 invånare. Den administrativa huvudorten (county seat) är Carlton.

## Politik
Carlton County har röstat för demokraternas kandidat i samtliga presidentval sedan valet 1932. I alla presidentval under denna period utom 1932 och 2016 har också demokraternas kandidat fått en majoritet av rösterna. Minst marginal mellan den demokratiska och republikanska kandidaten under denna period var det i valet 2016 då siffrorna blev 46,5 procent för demokraternas kandidat mot 44,8 för republikanernas kandidat.

## Geografi
Enligt United States Census Bureau har countyt en total area på 2 267 km². 2 228 km² av den arean är land och 39 km² är vatten.  

### Angränsande countyn
- St. Louis County - nord och nordost
- Douglas County, Wisconsin - sydost
- Pine County - syd
- Aitkin County - väst